# Ugra Press
Ugra Press é uma editora brasileira de quadrinhos fundada em 2010 pelo casal Douglas e Daniela Utescher. Sua primeira publicação foi o Anuário de Fanzines, Zines e Publicações Alternativas, que ganhou duas novas edições em 2011 e 2013 (esta última ganhou o 31º Prêmio Angelo Agostini na categoria "melhor fanzine"). A partir e 2013, a Ugra Press criou uma loja online e passou a publicar HQs de quadrinistas independentes, tanto inéditos quanto resgates de material fora de catálogo. Uma de suas principais coleções é a série Ugritos, HQs de 20 páginas lançadas bimestralmente.
Desde de 2011, a Ugra Press também organiza o Festival Ugra Fest - Quadrinhos e Publicações Independentes (nome que assumiu em 2017 - até então o evento era chamado de Ugra Zine Fest). O evento conta com uma feira de quadrinistas e editoras independentes, oficinas, palestras e exposições.
Em julho de 2015, foi fundada a livraria independente Loja Ugra, em São Paulo, com o objetivo principal de vender os quadrinhos e publicações independentes que já eram disponibilizados na loja online. Além disso, a loja física abriu espaço para lançamentos de HQs tanto da própria Ugra Press quanto de outras editoras de quadrinhos. Uma de suas principais características são as paredes com desenhos de diversos quadrinistas e cartunistas, como Laerte Coutinho e Marcatti, entre outros.
Em 2017, a Ugra Press organizou o álbum Marcatti 40, em homenagem aos 40 anos de carreira de Marcatti, trazendo 40 HQs curtas criadas por diversos artistas brasileiros estreladas por Frauzio, principal personagem do autor, financiado através de crowdfunding pela plataforma Catarse. Em 2018, esta HQ conquistou o 30º Troféu HQ Mix nas categorias "melhor publicação de humor" e "melhor publicação mix" (esta última, empatada com Baiacu, de Angeli e Laerte Coutinho).